# Amsterdam Muiderpoort
Amsterdam Muiderpoort – stacja kolejowa w Amsterdamie, w prowincji Holandia Północna.
| Amsterdam Muiderpoort                     |  |                                        |
| Linia                                     |  |                                        |
| Amsterdam Centraal Stationodległość: 1 km |  | Amsterdam Science Park odległość: 3 km |

| Amsterdam Muiderpoort                     |  |                                  |
| Linia                                     |  |                                  |
| Amsterdam Centraal Stationodległość: 1 km |  | Amsterdam Amstel odległość: 2 km |